# Cambarus spicatus
Cambarus spicatus är en kräftdjursart som beskrevs av Hobbs 1956. Cambarus spicatus ingår i släktet Cambarus och familjen Cambaridae. IUCN kategoriserar arten globalt som otillräckligt studerad. Inga underarter finns listade i Catalogue of Life.